# Chromatic Spring
Chromatic Spring (ou parfois Chromatic Pool) est une source chaude située dans le Upper Geyser Basin dans le parc national de Yellowstone aux États-Unis.
Elle est connectée à la source chaude Beauty Pool. En effet, lorsque l'eau de l'une des deux sources monte et déborde, le niveau de l'eau de l'autre diminue. Ces variations se déroulent sur des périodes allant de quelques semaines à plusieurs années. Au cours de ce changement d'énergie, les températures peuvent varier d'environ 6 °C. Sa température varie entre 73 et 79 °C.